# Stadion De Adelaarshorst

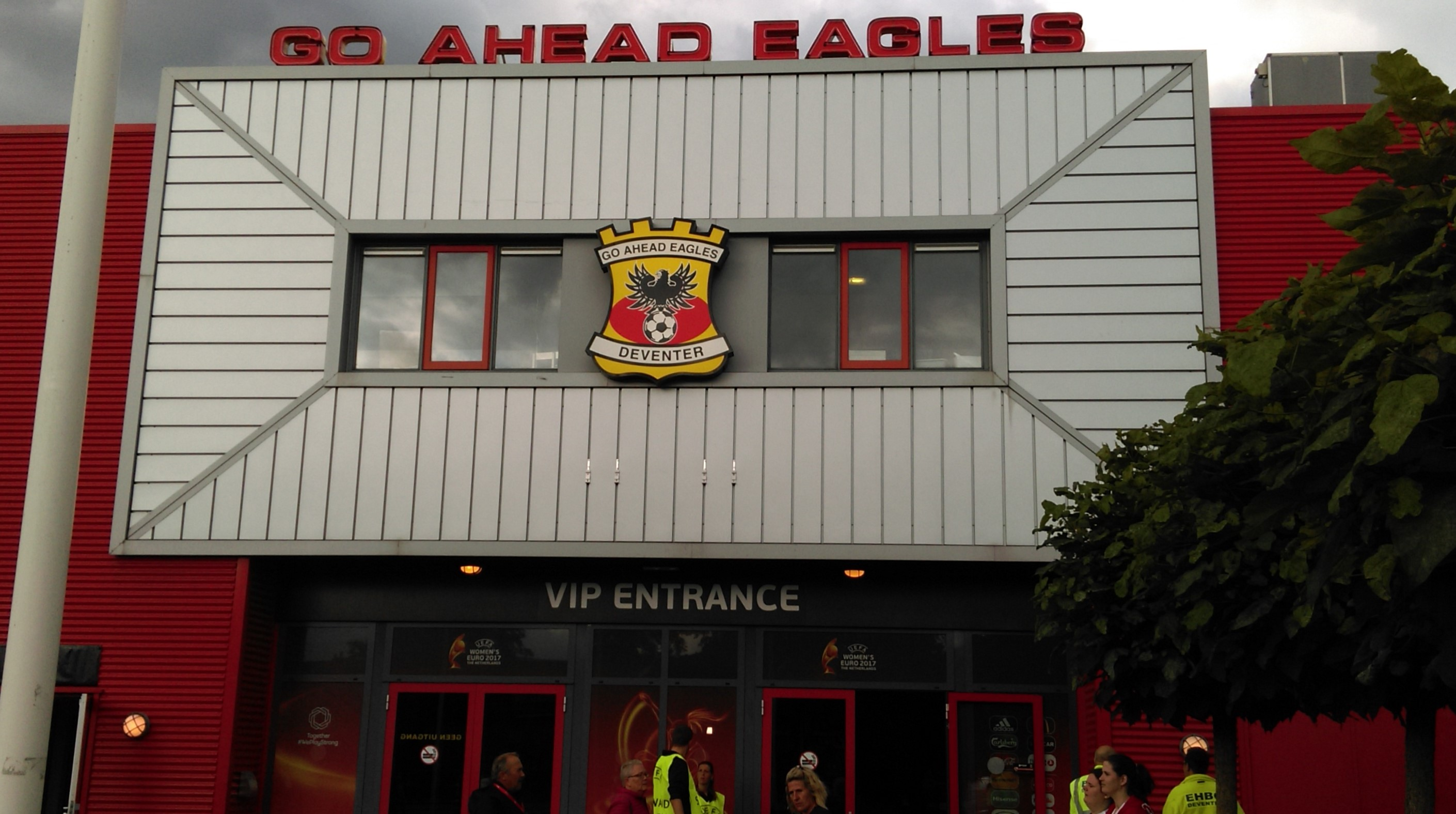
Die Fassade der Haupttribüne (Juli 2017)

Das Stadion De Adelaarshorst (deutsch Der Adlerhorst) ist ein Fußballstadion in der ostniederländischen Gemeinde Deventer, Provinz Overijssel. Es ist die Heimspielstätte des Fußballvereins Go Ahead Eagles Deventer.

## Geschichte
Das Stadion wurde 1920 fertiggestellt und eingeweiht, nachdem der Verein 1917 niederländischer Meister wurde. Nach der zweiten nationalen Meisterschaft 1922 begann man mit dem Bau einer neuen Tribüne, die 1924 fertiggestellt wurde. Nach der vierten Meisterschaft 1933 erhielt die Spielstätte eine neue Haupttribüne. In den 1950er Jahren, als die Eagles in der ersten niederländischen Liga spielten, besaß die Spielstätte drei Tribünen. In den 1960er Jahren bot De Horst das größte Fassungsvermögen mit offiziell 24.000 Plätzen. Am 29. September 1965 wurde der Zuschauerrekord im Stadion aufgestellt. In der Vorrunde des Europapokals der Pokalsieger traf Go Ahead Eagles Deventer am 29. September 1965 auf die schottische Mannschaft Celtic Glasgow. Zu diesem Spiel kam die Rekordkulisse von 25.000 Zuschauern. In den 1980er Jahren sank das Fassungsvermögen des Stadions deutlich von fast 25.000 auf etwa 6.700 Plätze, da die Gegentribüne IJsseltribune von Steh- auf Sitzplätze umgebaut wurden. Einige der Sitze dafür stammten aus dem De Kuip in Rotterdam.
Die Anlage liegt heute in einem Wohngebiet der Stadt und hat vier überdachte Sitzplatztribünen, die dicht am Spielfeldrand liegen. Die Kunststoffsitze auf den Rängen sind in den Vereinsfarben Gelb und Rot gehalten. Die vorletzte Renovierung in der Sportstätte fand im Jahr 2006 statt. Dort wurden die alten Sitze aus Rotterdam gegen Sitze aus dem alten Stadion Alkmaarderhout des AZ Alkmaar ausgetauscht. Das Stadion fasste danach 6.700 Zuschauer und erfüllt alle Sicherheitsauflagen des niederländischen Fußballverbandes KNVB. Beim letzten Umbau 2015 wurden zwei Tribünen komplett erneuert und die Kapazität erhöhte sich auf 10.400 Zuschauerplätze, inklusive 1.800 Businesssitzen und 500 Plätze für die Gästefans.
Für eine weitere Phase der Modernisierung reichte der Club Ende 2023 bei der Gemeinde einen Antrag zum Umbau der über 100 Jahre alten Spielstätte ein. Im November 2024 stimmte die Gemeinde dem Vorhaben zu. Am letzten Tag, an dem die Oppositionsparteien zu den Plänen Stellung nehmen konnten, reichte ein Amsterdamer Anwalt im Namen von 38 Anwohnern ein Dokument ein. Die Renovierungspläne umfassen die Modernisierung und Erweiterung der B-Side und der IJsseltribune sowie die Verbesserung der Einrichtungen für die Gästefans. Die 10.400 Zuschauerplätze sollen nach dem Umbau auf 12.500 steigen. Die IJsseltribune soll auf eine Höhe von 15 Meter erweitert werden und so dieselbe Höhe wie die Haupttribüne Leo Halle Tribune haben. Der Rang B-Side soll auf neun Meter Höhe anwachsen.

## Länderspiele
Zu einem Spiel kam die niederländische Fußballnationalmannschaft in den Adlerhorst von Deventer. Bei dem WM-Qualifikationsspiel hatte Island Heimrecht; gespielt wurde aber in den Niederlanden.
Männer
- 29. Aug. 1973:  Island –  Niederlande 1:8 (1:4) (Qualifikation zur Fußball-Weltmeisterschaft 1974)

U-21-Männer
- 06. Sep. 2011:  Niederlande –  Luxemburg 4:0 (Qualifikation zur U-21-Europameisterschaft 2013)
- 14. Okt. 2013:  Niederlande –  Österreich 0:3 (Freundschaftsspiel)
- 04. Sep. 2014:  Niederlande –  Georgien 0:1 (Qualifikation zur U-21-Europameisterschaft 2015)
- 04. Sep. 2015:  Niederlande –  Zypern 4:0 (Qualifikation zur U-21-Europameisterschaft 2017)